# Boudreauville
 Boudreauville est une communauté acadienne sur l'Isle Madame au Cap-Breton.